# Blazing Away
Blazing Away è un album che contiene le registrazioni dal vivo tratte dai concerti di Marianne Faithfull del 25 e 26 novembre 1989 alla Cattedrale di Sant'Anna di Brooklyn (New York) ad eccezione di Blazing Away che è stato registrato in studio nel settembre 1988.

## Tracce
1. Les Prisons du Roi
2. Strange Weather
3. Guilt
4. Working Class Hero (cover)
5. Sister Morphine
6. As Tears Go By
7. Why'd Ya Do It?
8. When I Find My Life
9. Ballad of Lucy Jordan
10. Times Square
11. Blazing Away
12. She Moved Trough the Fair
13. Broken English